# Salisne (Snischne)
Salisne (ukrainisch Залісне; russisch Залесное Salesnoje) ist eine Siedlung städtischen Typs im Osten der Ukraine in der Oblast Donezk mit etwa 2400 Einwohnern.

## Geographie
Die Siedlung städtischen Typs liegt im Donezbecken, etwa 67 Kilometer östlich vom Oblastzentrum Donezk und 5 Kilometer nordöstlich vom Stadtzentrum von Snischne, zu dessen Stadtkreis sie zählt, entfernt.
Der Ort bildet innerhalb der Stadt Snischne eine eigene Siedlungsratsgemeinde, durch den Ort fließt ein Zufluss der Hlucha (Глуха) in nördlich Richtung, unmittelbar im Osten grenzt die Oblast Luhansk (Rajon Antrazyt) an das Ortsgebiet.
Im Ortsgebiet befindet sich eine stillgelegte Lackfabrik sowie am Ortsrand der ehemalige Schacht Remowka-Wostotschnaja (Ремовка-Восточная), Teile des abgestürztes Malaysia-Airlines-Flug 17 wurden beim Ort gefunden.

## Geschichte
Salisne wurde 1948 gegründet, bereits 1926 wurde hier eine Kaserne errichtet, im Dezember 1957 erhielt die bis dahin bestehende Siedlung den Status einer Siedlung städtischen Typs und wurde nach dem nahegelegenen Wald Salisne benannt. Im Sommer 2014 wurde der Ort im Verlauf des Ukrainekrieges durch Separatisten der Volksrepublik Donezk besetzt.